# بياتريس باسكوال
بياتريس باسكوال (بالإسبانية: Beatriz Pascual)‏ هي منافسة ألعاب القوى إسبانية، ولدت في 9 مايو 1982 في برشلونة في إسبانيا.

## وصلات خارجية
- بياتريس باسكوال على موقع الاتحاد الدولي لألعاب القوى (الإنجليزية)
- بياتريس باسكوال على موقع الاتحاد الأوروبي لألعاب القوى (الإنجليزية)
- بياتريس باسكوال على موقع اللجنة الأولمبية الدولية (الإنجليزية)
- بياتريس باسكوال على موقع أوليمبيديا (الإنجليزية)